# Бондаренко Олександр Пилипович
Олекса́ндр Пили́пович Бондаре́нко (29 травня (10 червня) 1884, хутір Узруй, нині село Новгород-Сіверського району Чернігівської області — 6 лютого 1937, Харків) — український учений-селекціонер у галузі тваринництва, один із засновників вітчизняної школи свинарства, організатор і перший директор Всесоюзного науково-дослідного інституту свинарства, професор. Один із авторів миргородської породи свиней.

## Біографія
Народився 29 травня (10 червня) 1884 року в селищі Узруєвського цукрового заводу (тепер — Чернігівська область).
У 1912 році закінчив Московський сільськогосподарський інститут. Після закінчення працював зоотехніком Полтавського губернського земства, де організував метизацію решетилівських і сокільських овець бухарськими каракулями, а також створив перше кооперативне товариство з обробки та збуту смушків.
У 1913—1928 роках очолював відділ тваринництва Полтавської сільськогосподарської дослідної станції. Під його керівництвом було створено сировинну базу для Полтавської беконної фабрики та організовано понад 700 пунктів для парування свиней великої білої породи. У 1925 році заснував племінний розплідник «Яківці», а у 1927 підготував першу в СРСР Державну племінну книгу.
Вивчав місцеві генотипи свиней і працював над створенням нової породи — миргородської. Під його науковим керівництвом були виведені високоцінні лінії та родини великої білої породи, зокрема: Бурана 171, Урюка 35, Важної 179, Хорошої 767, Садівниці 168.
У 1928—1930 роках до Державної племінної книги було записано близько 200 хряків і 900 свиноматок. Проведено масштабне схрещування місцевих свиней з покращеними породами, що охопило до 80 % поголів'я. Запроваджено перевірку якості потомства за відгодівельними ознаками.
У 1929 році Бондаренко перейшов на роботу до Українського інституту експериментальної зоотехнії, організованого на базі відділу тваринництва Полтавської дослідної станції. У 1930 році на цій основі створено Всесоюзний науково-дослідний інститут свинарства в місті Полтава, першим директором і одним із фундаторів якого став Бондаренко. У 1931 році він ініціював видання «Єдиної програми робіт науково-дослідних установ по свинарству».
З 1933 року працював в Українській академії сільськогосподарських наук, а з 1934 до 1937 року — професор Комуністичного університету імені Артема в Харкові.
Помер 6 лютого 1937 року в Харкові.

## Наукова діяльність
Основні напрями досліджень:
- селекція, годівля й розведення свиней;
- удосконалення місцевих порід;
- створення порід із високою продуктивністю та адаптованістю до місцевих умов;
- перші норми годівлі свиней в ячмінних кормових одиницях;
- методи беконної відгодівлі;
- перші досліди контрольної відгодівлі.

Особливу увагу Бондаренко приділив створенню миргородської породи свиней. Перші представники цієї породної групи були продемонстровані ним у 1923 році на Всесоюзній сільськогосподарській виставці в Москві. У 1926 році організував експериментальне стадо, з яким проводив селекційну роботу методом розведення «в собі». Миргородська свиня вирізнялася вмістом жиру, який на 17 % перевищував показники великої білої породи.
У 1930-х роках проводив масштабні дослідження на фермах Полтавської та Харківської областей. У 1935 році було обстежено 340 колгоспних господарств, пробонітовано близько 2000 свиноматок. Виявлено високу потребу в хряках миргородської породи.
У 1940 році миргородську породну групу офіційно визнано самостійною породою — миргородська порода свиней, яку затвердив Народний комісаріат землеробства СРСР на підставі експертного висновку Всесоюзної академії сільськогосподарських наук імені Леніна.

## Основні праці
- Досліди безмолочного вирощування відлучених поросят / Випуск І, К.-Х.; Держсільгоспвидав, — 1931, — 88 с. (співавтор)
- Отходы коммунального питання (гарбич) как корм для свиней / Труды НИИ свиноводства, — В. 7, — 1932, — с. 34—45.
- Силосованный корм в рационе свиней / Трудьі НИИ свиноводства. — В. 7, — 1932, — с. 7—33.
- Опыты безмолочного выращивания поросят на растительных кормах — Сельхозиздат. — 1932, — 96 с. (співавтор)
- Осіння парувальна кампанія у свинарстві, — X.: Держсільгоспвидав, — 1933, — 32 с.
- Підручник технікуму з свинарства, — X.: Держсільгоспвидав, -1934, — 158 с.
- Породы свиней: Альбом. К., 1940.